# Günther Schramm (Mediziner)

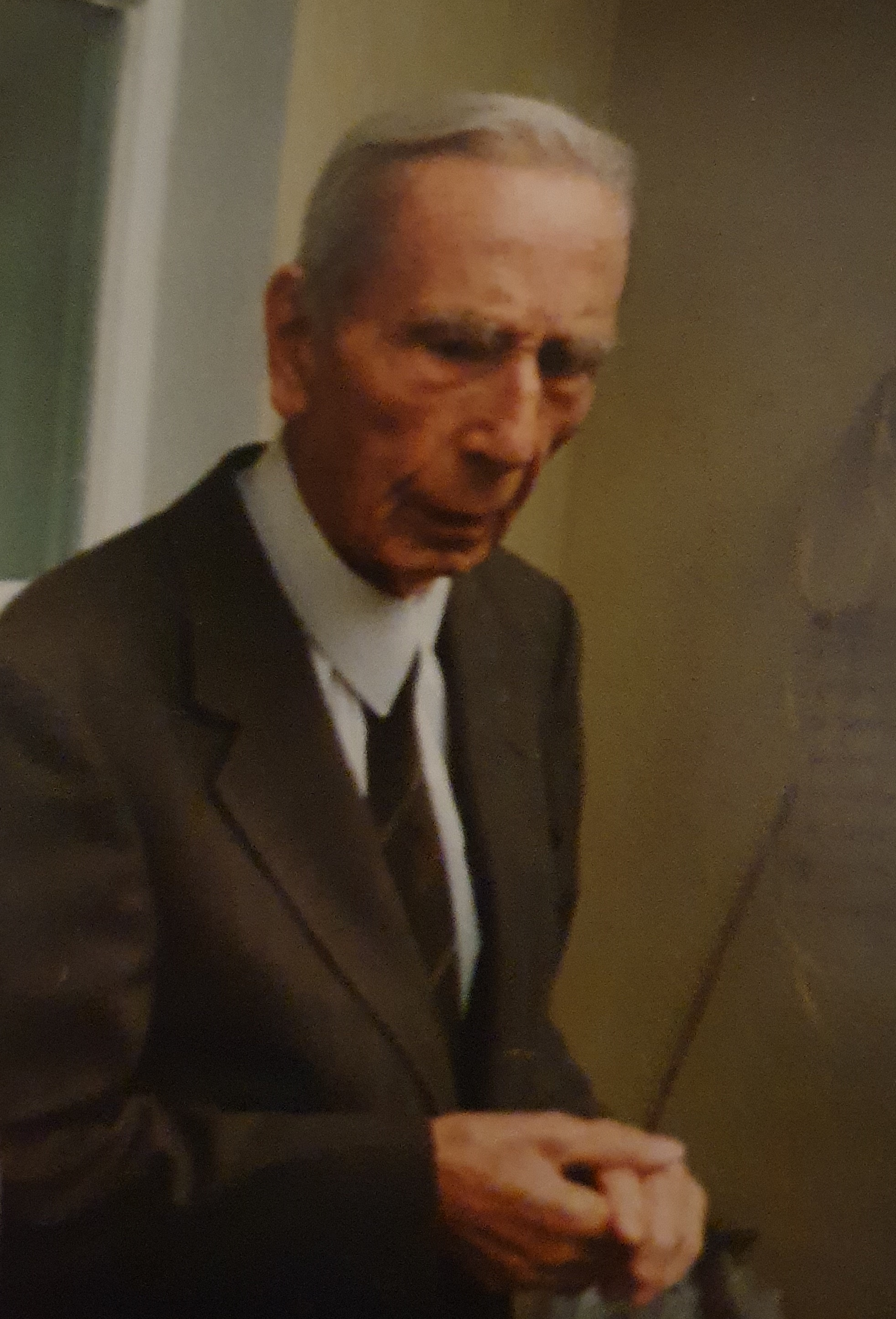
Günther Schramm sen. 1987

Günther Schramm (* 27. August 1896; † 4. Mai 1991) war ein deutscher Arzt.

## Wirken
Schramm war ab 1933 Chefarzt der orthopädisch-chirurgischen Klinik des Oberlinhauses in Nowawes bei Potsdam. Knapp zwei Jahre später übernahm er die ärztliche Leitung der Orthopädischen Heilanstalt „Bethesda“ in Stettin-Züllchow. Im Zweiten Weltkrieg diente er von 1939 bis 1943 als Kommandant eines Minensuchbootes. Kurz vor dem Einzug der Roten Armee floh er aus Stettin und ließ sich im Mai 1945 in Hamburg nieder.
Nach dem Zweiten Weltkrieg war er Chefarzt der Orthopädischen Abteilung des Allgemeinen Krankenhauses Hamburg-Barmbek sowie Landesarzt für Körperbehinderte der Freien und Hansestadt Hamburg. Schramm galt als einer der besten Kenner der Situation, was den stationären Unterbringungsbedarf behinderter Kinder und Jugendlicher im Nachkriegsdeutschland anbelangte. Bereits 1954 machte er darauf aufmerksam, dass nach der bevorstehenden Verabschiedung des Körperbehindertengesetzes (Gesetz über die Fürsorge für Körperbehinderte und von einer Körperbehinderung bedrohte Personen; 27. Februar 1957) im Bundestag, dass seiner Einschätzung nach hier der Bedarf weitaus höher sein würde, da es bis dato keine Meldepflicht für Körperbehinderungen gab. Obwohl er selbst im Staatsdienst stand, präferierte er eine kirchliche Trägerschaft, da er staatliche Einrichtungen nicht ausreichend qualifiziert bewertete. Zusammen mit Senator Ernst Weiß, der Leiterin des Landesfürsorgeamtes Käthe Petersen, dem Bürgerschaftsabgeordneten Eugen Glombig, Kurt Juster und ein paar weiteren Personen gründete er am 15. März 1960 in Hamburg den Verein für Körperbehindertenfürsorge e. V., der bereits 1962 das neu erbaute Senator-Neumann-Heim für körperbehinderte Jugendliche eröffnete.
Schramm war Mitglied der Deutschen Gesellschaft für Chirurgie und der Deutschen Orthopädischen Gesellschaft.  1969 nahm er am Kongress der Deutschen Gesellschaft für Orthopädie und Traumatologie teil.
Ihm folgte als Chefarzt und Landesarzt für Körperbehinderte Rupprecht Bernbeck. Einer seiner beiden Söhne ist der Schauspieler Günther Schramm. Außerdem hatte er noch Töchter.
Günther Schramm verstarb im Alter von 94 Jahren und wurde am 22. Mai 1991 auf dem Hamburger Friedhof Wohldorf beigesetzt. Die Grabstätte ist verwaist.

## Schriften (Auswahl)
- Über orthopädisches Schuhwerk. In: Verhandlungen der Deutschen Orthopädischen Gesellschaft. Enke, 1935, S. 410 ff.
- Über die angeborene Flughautbildung. In: Zeitschrift für Orthopädie und ihre Grenzgebiete.Bd. 70, 1940, S. 189 ff.
- Die Versorgung des Oberschenkelamputationsstumpfes in der Kriegschirurgie. München 1941. (Dissertation)
- Die entzündliche Lordose. In: Zeitschrift für Orthopädie und ihre Grenzgebiete. Bd. 71, 1941, S. 172 ff.
- Der Ersatz des M. opponens pollicis durch den M. palmaris lg. In: Zeitschrift für Orthopädie und ihre Grenzgebiete. Bd. 78, 1949, S. 245 ff.